# 庄乐峰旧宅
庄乐峰旧宅是天津实业界知名人士、天津英租界华人纳税会董事长、开滦煤矿及天津英租界工部局董事庄乐峰在天津的故居。主楼建于1926年，由德国建筑师毕伦特设计。位于当时的天津法租界的霞飞路（Avenue Joffre）（今和平区花园路10号），该建筑目前是天津市文物保护单位和重点保护等级历史风貌建筑。

## 建筑
庄乐峰旧宅坐东朝西，为不对称结构。主楼为三层混合结构楼房，局部四层，设有地下室。第一层为前厅、客厅、餐厅、卧室以及举办舞会的大厅。二层设有带栏杆的回廊。建筑外立面为混水墙和清水红砖墙。屋顶采用法国曼塞尔式，主入口和正立面设有罗马柱廊，柱间栏杆有镂空花饰。为一座古典复兴风格的德国庭院式建筑。该楼现为天津市教育局使用。

## 内部链接
- 庄乐峰